# Rezolucija Vijeća sigurnosti UN-a 1203
Rezolucijom Vijeća sigurnosti UN-a 1203, usvojenom 24. listopada 1998., nakon pozivanja na rezolucije 1160 (1998.) i 1199 (1998.) o Kosovu, Vijeće je zahtijevalo da Savezna Republika Jugoslavija (Srbija i Crna Gora) poštuje prethodne rezolucije Vijeća sigurnosti i surađuje s verifikacijskim misijama NATO -a i Organizacije za europsku sigurnost i suradnju (OESS) na Kosovu.
Povod rezoluciji bio je masakr u Gornjem Obrinju.
Dana 16. listopada 1998. u Beogradu je potpisan sporazum između Savezne Republike Jugoslavije i OESS-a kojim je predviđena uspostava verifikacijske misije na Kosovu, a zračne provjere nad Kosovom dogovorene su dan ranije. Glavni tajnik Kofi Annan trebao je poslati misiju u Saveznu Republiku Jugoslaviju da procijeni stanje na terenu na Kosovu.
Vijeće sigurnosti navelo je da sukob na Kosovu treba riješiti mirnim putem i da teritoriju treba dati veću autonomiju i značajnu samoupravu. U međuvremenu je osuđeno nasilje, teror i opskrba oružjem i obuka terorista na Kosovu u ostvarivanju političkih ciljeva. Postojala je zabrinutost da su nezavisni mediji u Saveznoj Republici Jugoslaviji zatvoreni pored nadolazeće humanitarne katastrofe na Kosovu.
Promatrajući sukob kao prijetnju međunarodnom miru i sigurnosti i djelujući u skladu s Poglavljem VII Povelje Ujedinjenih naroda, Rezolucija je zahtijevala da SR Jugoslavija odmah i u potpunosti poštuje sporazume s NATO-om i OESS-om. Vodstvo kosovskih Albanaca također se moralo pridržavati sporazuma i prethodnih rezolucija Vijeća sigurnosti. Obje su strane također pozvane da se uključe u dijalog kako bi se riješila kriza i surađivale s međunarodnim naporima za poboljšanje humanitarne situacije. Kosovski Albanci morali su se odreći terora i mirno slijediti svoje ciljeve, a potvrđeno je da sve izbjeglice imaju pravo na povratak kući.
Na kraju je navedeno da sve zločine počinjene nad stanovništvom treba istražiti Međunarodni kazneni sud za bivšu Jugoslaviju te je u tom cilju zatražena međunarodna pomoć.
Rezolucija 1203 usvojena je s 13 glasova za i nijednim protiv, uz dva suzdržana glasa Kine i Rusije koje su se usprotivile uporabi sile. Kina je također bila protiv rezolucije koja bi vršila pritisak na unutarnja pitanja SRJ, a Rusija je izjavila da rezolucija nije uzela u obzir pozitivne pomake u Beogradu.

## Vanjske poveznice
| Wikizvor | Engleski Wikizvor ima izvorni tekst na temu: United Nations Security Council Resolution 1203 |

- Text of the Resolution at undocs.org